# Helcionelloida
Helcionelloida é uma classe de moluscos extinta há muitos anos. Contém as ordens Helcionelliformes (Golikov & Starobogatov, 1975), Yochelcionelloidea (Runnegar & Jell, 1976), Pelagiellifomes (MacKinnon, 1985), Khairkhaniiformes (Parkhaev, 2001) e Onychochiliformes (Minichev & Starobogatov, 1975). 